# Ona (Floride)
Pour les articles homonymes, voir Ona.
Ona est une census-designated place du comté de Hardee, dans l'État de Floride, aux États-Unis,. En 2020, elle compte une population de 199 habitants.